# Faro de När
El Faro de När (en sueco: När fyr) es un faro de Suecia situado a las afueras När en el lado sureste de la isla de Gotland. Fue construido en el año 1872, los bosquejos fueron realizados por el arquitecto John Höjer. Se encuentra en una reserva natural y zona de observación de aves. Se trata de un edificio protegido en Suecia. 
La luz originalmente llevaba una lámpara de queroseno y se actualizó con la energía eléctrica en 1961. También se automatizó ese mismo año, y la lente giratoria fue sustituida por una más moderna. Es propiedad de la Administración Marítima de Suecia.